# Campylopus pachyneuros
Campylopus pachyneuros là một loài rêu trong họ Dicranaceae. Loài này được Molendo A.W.H. Walther & Molendo mô tả khoa học đầu tiên năm 1868.